# Concert voor twee piano's en strijkorkest
Malcolm Williamson schreef zijn Concert voor twee piano's en strijkorkest in a mineur in 1971.
Het werk met als subtiel Dubbelconcert voor twee piano's kwam tot stand na een verzoek van de Autralian Council en het Astra Chamber Orchestra. Het werk werd dan ook voor de eerste keer begeleid door dat orkest onder leiding van George Logie-Smith, met als solisten Charles H Webb en Wallace Hornbrook, plaats van handeling was Melbourne, 1972.
Het werk kwam in drie delen:
- Allegro ma non troppo
- Lento
- Allegro vivo

De buitendelen dragen de signatuur van Bela Bartók (percussief), het middendeel van Olivier Messiaen (vloeiend). De buitendelen klinken nerveus.  Williamson stelde later dat hij tegen een zenuwinzinking aanliep na negen jaar onafgebroken werken, net op tijd gered door zijn vrouw.
Het werk is opgedragen aan pianoduo en -echtpaar Alice en Arthur Nagle, die een soort voorpremière van het werk gaven.